# Water-polo aux Jeux olympiques d'été de 1988
Pour des articles plus généraux, voir Water-polo aux Jeux olympiques et Jeux olympiques d'été de 1988.
Navigation
Los Angeles 1984 Barcelone 1992
Le tournoi de water-polo aux Jeux olympiques d'été de 1988 se tient à Séoul, en Corée du Sud, du 21 septembre au 1er octobre 1988. Il s'agit de la vingtième édition de ce tournoi depuis son apparition au sein du programme olympique lors des Jeux de 1900 ayant eu lieu à Paris.
Les fédérations affiliées à la FINA participent par le biais de leur équipe masculine aux épreuves de qualification. Onze équipes rejoignent ainsi la Corée du Sud, nation hôte de la compétition, pour s'affronter lors du tournoi final.

## Composition d'équipe

### Australie
Glenn Townsend, Richard Pengelley, Christopher Harrison, Troy Stockwell, Andrew Wightman, Andrew Kerr, Raymond Mayers, Geoffrey Clark (water-polo), John Fox, Christopher Wybrow, Simon Asher, Andrew Taylor, Donald Cameron. Entraîneur : Tom Hoad.

### Chine
Ni Shiwei, Wang Minhui, Yang Yong, Yu Xiang, Huang Long, Huang Qijiang, Cui Shiping, Zhao Bilong, Li Jianxiong, Cai Shengliu, Wen Fan, Ge Jianqing, Zheng Qing. Entraîneur : Peng Shaorong.

### France
Arnaud Bouet, Marc Brisfer, Marc Crousillat, Pierre Garsau, Frédéric Bitzer, Bruno Boyadjian, Philippe Herve, Michel Idoux, Thierry Alimondo, Michel Crousillat, Nicolas Marischael, Nicolas Jeleff, Pascal Perot, Christian Volpi. Entraîneur : Armand Mikaelian.

### Grèce
Nikolaos Christoforidis, Philippos Kaiafas, Epaminondas Samartzidis, Anastassios Tsikaris, Kyriakos Giannopoulos, Aris Kefalogiannis, Nikolaos Venetopoulos, Dimitrios Seletopoulos, Andonios Aronis, Evangelos Pateros, Georgios Mavrotas,  Evangelos Pateros, Chris Feraud,  Evangelos Patras. Entraîneur : Losifidis Koulis. 

### Hongrie
Peter Kuna, Gabor Bujka, Gabor Schmiedt, Zsolt Petovary, Istvan Pinter, Tibor Keszthelyi, Balazs Vincze, Zoltan Mohi, Tibor Pardi, Laszlo Toth, Andras Gyongyosi, Zoltán Kósz,  Imre Toth. Entraîneur : Zoltan Kasas.

### Italie
Paolo Trapanese, Alfio Misaggi, Andrea Pisano, Antonello Steardo, Alessandro Campagna, Paolo Caldarella, Mario Fiorillo, Francesco Porzio, Stefano Postiglione, Riccardo Tempestini, Massimiliano Ferretti, Marco D'Altrui,  Gianni Averaimo. Entraîneur : Fritz Dennerlein. 

### Corée du Sud
Lee Jung-suk, Chang Si-young, Kim Seong-eun, Yoo Seung-hoon, Kim Ki-choon, Kim Jae-yun, Choi Sun-Young, Kim Kil-hwan, Kim Jin-tae, Song Seung-ho, Hong Soon-bo, Lee Taek-won,  Park Sang-won. Entraîneur : Kim Jong-ku.

### URSS
Yevgeniy Sharonov, Nurlan Mendygaliev, Evgueni Grichine, Aleksandr Kolotov, Sergey Naumov, Viktor Berendyuha, Sergey Kotenko, Dmitri Apanasenko, Giorgi Mshvenieradze, Mikhail Ivanov, Serghei Marcoci, Nikolay Smirnov, Mikheil Giorgadze. Entraîneur : Boris Popov.

### Espagne
Jesus Rollan, Miguel Chillida, Marco Antonio Gonzalez, Miguel Pérez, Manuel Estiarte, Pere Robert, Jorge Paya, José Antonio Rodriguez, Jordi Sans, Salvador Gómez, Mariano Moya, Jorge Neira, Pedro García Aguado. Entraîneur : Antonio Esteller.

### États-Unis
Craig Wilson, Kevin Robertson, James Bergeson, George Campbell, Douglas Kimbell, Edward Klass, Alan Mouchawar, Jeffrey Campbell, Gregory Boyer, Terry Schroeder, Jody Campbell, Christopher Duplanty, Michael Evans. Entraîneur : Bill Barnett.

### RFA
Peter Röhle, Dirk Jacoby, Frank Otto, Uwe Sterzik, Armando Fernandez, Andreas Ehrl, Ingo Borgmann, Rainer Osselmann, Hagen Stamm, Thomas Huber, Dirk Theismann, René Reimann, Werner Obschernikat. Entraîneur : Nicola Firuio.

### Yougoslavie
Aleksandar Šoštar, Deni Lušić, Dubravko Šimenc, Petar Kočić, Veselin Đuho, Dragan Andrić, Mirko Vicevic, Igor Gocanin, Mislav Bezmalinovic, Tomislav Paskvalin, Igor Milanovic, Goran Radjenovic, Renco Posinkovic. Entraîneur : Ratko Rudić.

## Classement final
| Rang Final | Pays             |
| ---------- | ---------------- |
| 1          | Yougoslavie      |
| 2          | États-Unis       |
| 3          | Union soviétique |
| 4          | RFA              |
| 5          | Hongrie          |
| 6          | Espagne          |
| 7          | Italie           |
| 8          | Australie        |
| 9          | Grèce            |
| 10         | France           |
| 11         | Chine            |
| 12         | Corée du Sud     |